# カルロス・ドミンゲス・カセレス
カルロス・ドミンゲス・カセレス（Carlos Domínguez Cáceres、2001年2月11日 - ）は、スペイン・ガリシア州ビーゴ出身のサッカー選手。セルタ・デ・ビーゴB所属。ポジションはDF。

## クラブ経歴
セルタ・デ・ビーゴのカンテラ出身。2020-21シーズンにBチームデビューすると、同シーズンの5月9日、ビジャレアルCFとのリーグ戦でトップチームデビューを果たした。